# Neopseudogarypus scutellatus
Neopseudogarypus scutellatus är en spindeldjursart som beskrevs av J. C. H. Morris 1948. Neopseudogarypus scutellatus ingår i släktet Neopseudogarypus och familjen Pseudogarypidae. Inga underarter finns listade i Catalogue of Life.